# Estadio Segundo Aranda Torres
El Estadio Municipal Segundo Aranda Torres es el estadio principal de la ciudad peruana de Huacho, capital de la provincia de Huaura, en el departamento de Lima. El estadio de Huacho lleva el nombre de Segundo Aranda Torres, como homenaje al primer centro delantero de la selección peruana en una participación internacional, en el campeonato sudamericano de fútbol, realizado en Lima en 1927. Segundo Aranda Torres jugaba en ese entonces en el Círcolo Sportivo Italiano y desarrolló luego su carrera en el extranjero.
El recinto deportivo cuenta con tres tribunas: la preferencial de occidente, la de oriente y una última en el sector sur. A fines de 2009, con motivo del 135.º aniversario de la ciudad, fue mejorado en varios aspectos: refacción del campo de juego, reconstrucción de la entrada principal, renovación de la malla olímpica y de los camerinos, optimización de la pista atlética, entre otros.

## Uso

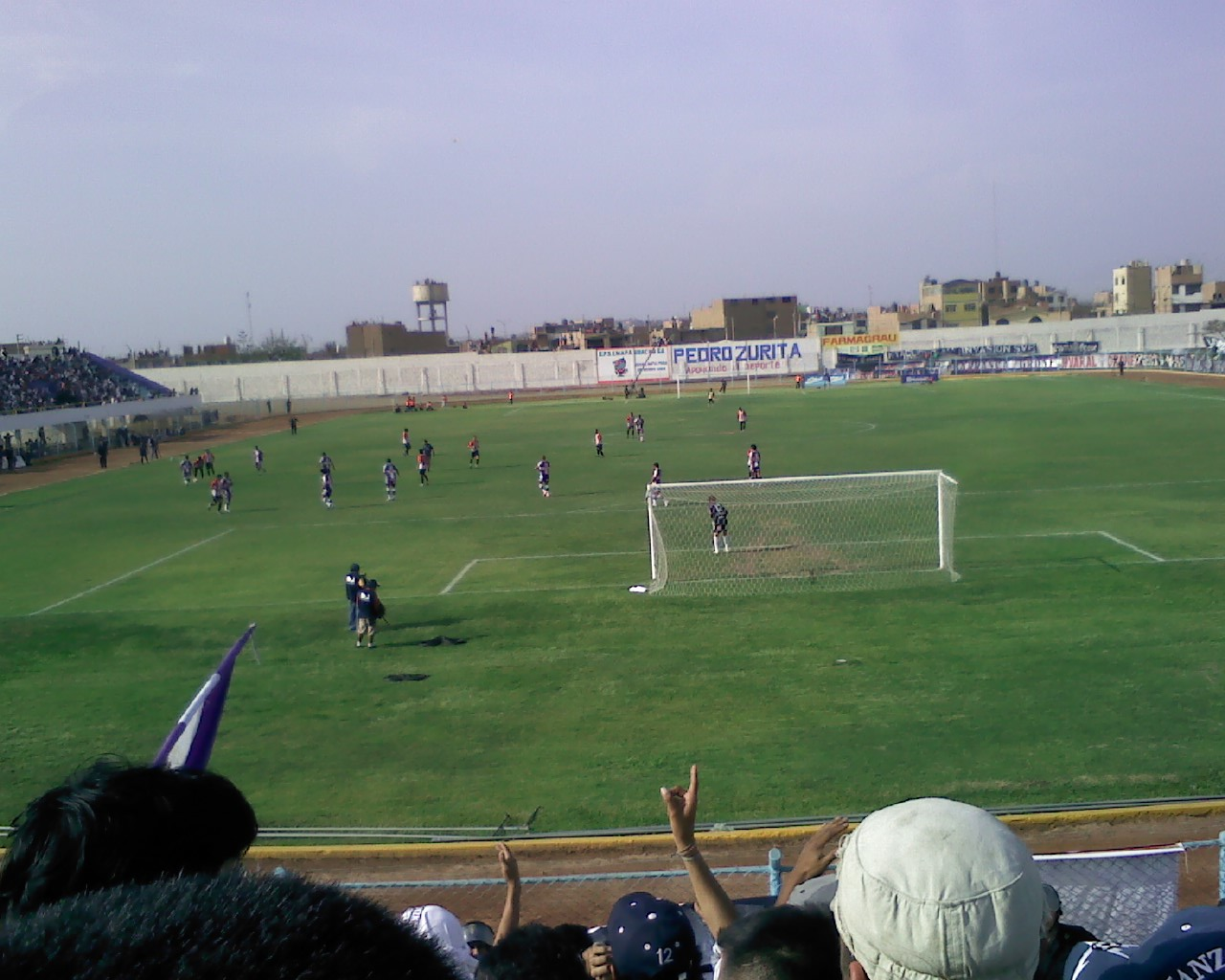
Panorama desde la tribuna sur en el encuentro entre Total Chalaco y Alianza Lima.

En febrero de 2010, la Asociación Deportiva de Fútbol Profesional (ADFP) autorizó al Total Chalaco para que juegue sus encuentros de local en este estadio tras constatar que se encontraba en buenas condiciones. Desde mediados del 2013 y toda la temporada 2014, el Pacífico FC utilizó este estadio para sus partidos de local tanto en Primera como en Segunda División.
Antes de esto, la última vez que el Segundo Aranda Torres acogió fútbol profesional fue en el 2006, cuando Unión Huaral jugó varios partidos de local en esta ciudad. Sin embargo, esta no es una práctica poco común: en el pasado, equipos como Sport Boys, Deportivo Municipal, Deportivo Wanka y Universidad César Vallejo también utilizaron este recinto como sede de sus encuentros.
Actualmente es sede de los equipos de la provincia en las distintas etapas de la Copa Perú y es usado como sede de localía del Academia Cantolao del Callao.

## Récord de asistencia
El 26 de mayo del 2013, se resgistraron 8382 espectadores en el partido entre Pacífico y Alianza Lima. El partido lo ganaron los victorianos por 1-2, por la fecha 17 del Campeonato Descentralizado 2013.